# Piment rocoto
Capsicum pubescens
Espèce
Le rocoto ou locoto (Capsicum pubescens) est une espèce de de plante à  fleurs végétale de la famille des Solanaceae. Ses fruits sont des piments particulièrement forts, classés entre 100 000 et 200 000 sur l'échelle de Scoville.

## Description

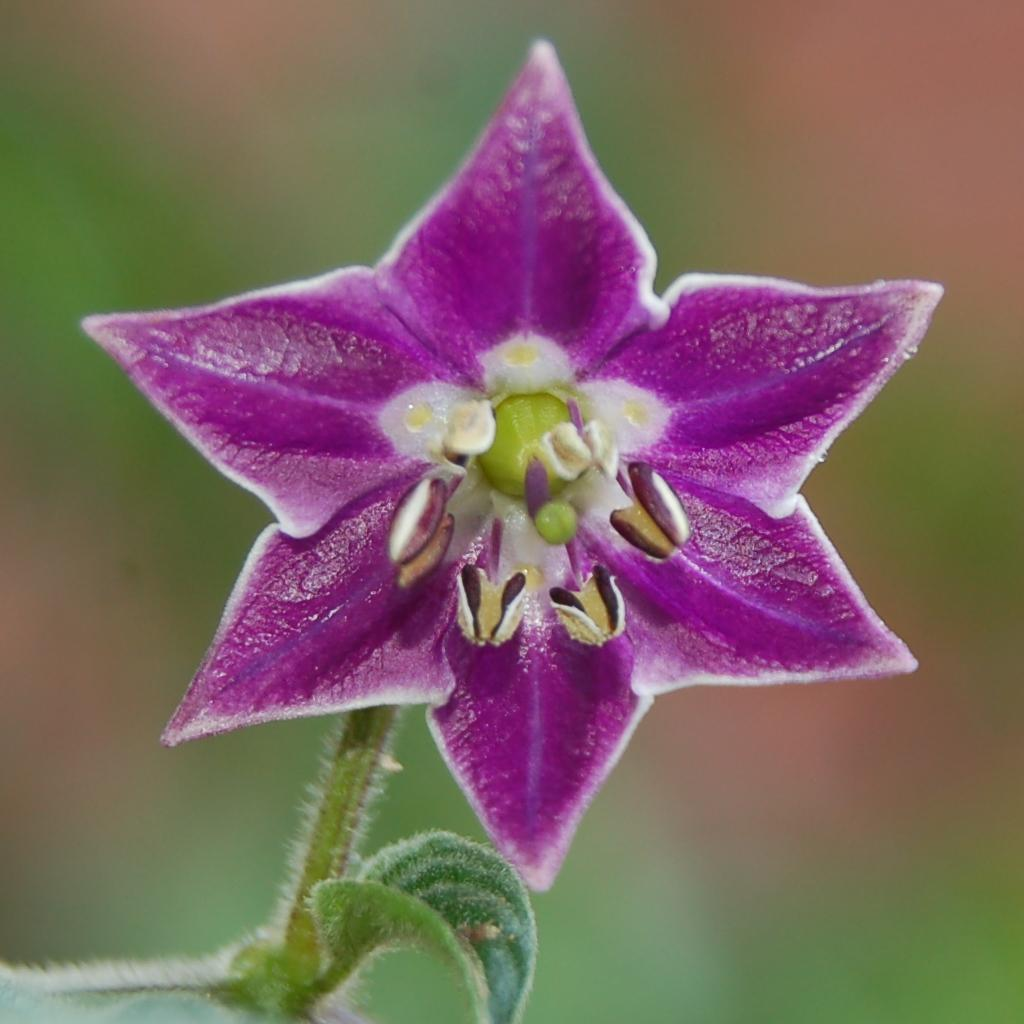
Fleur de piment rocoto

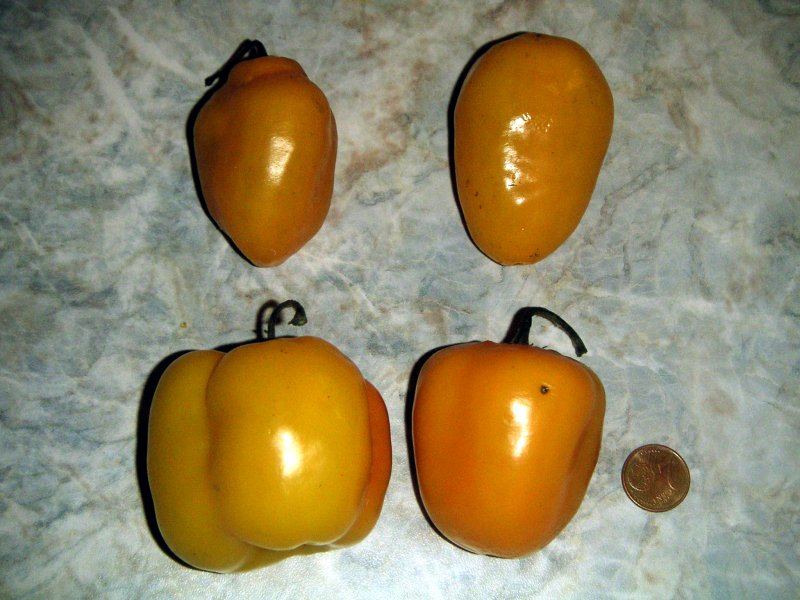
Fruits de piment rocoto

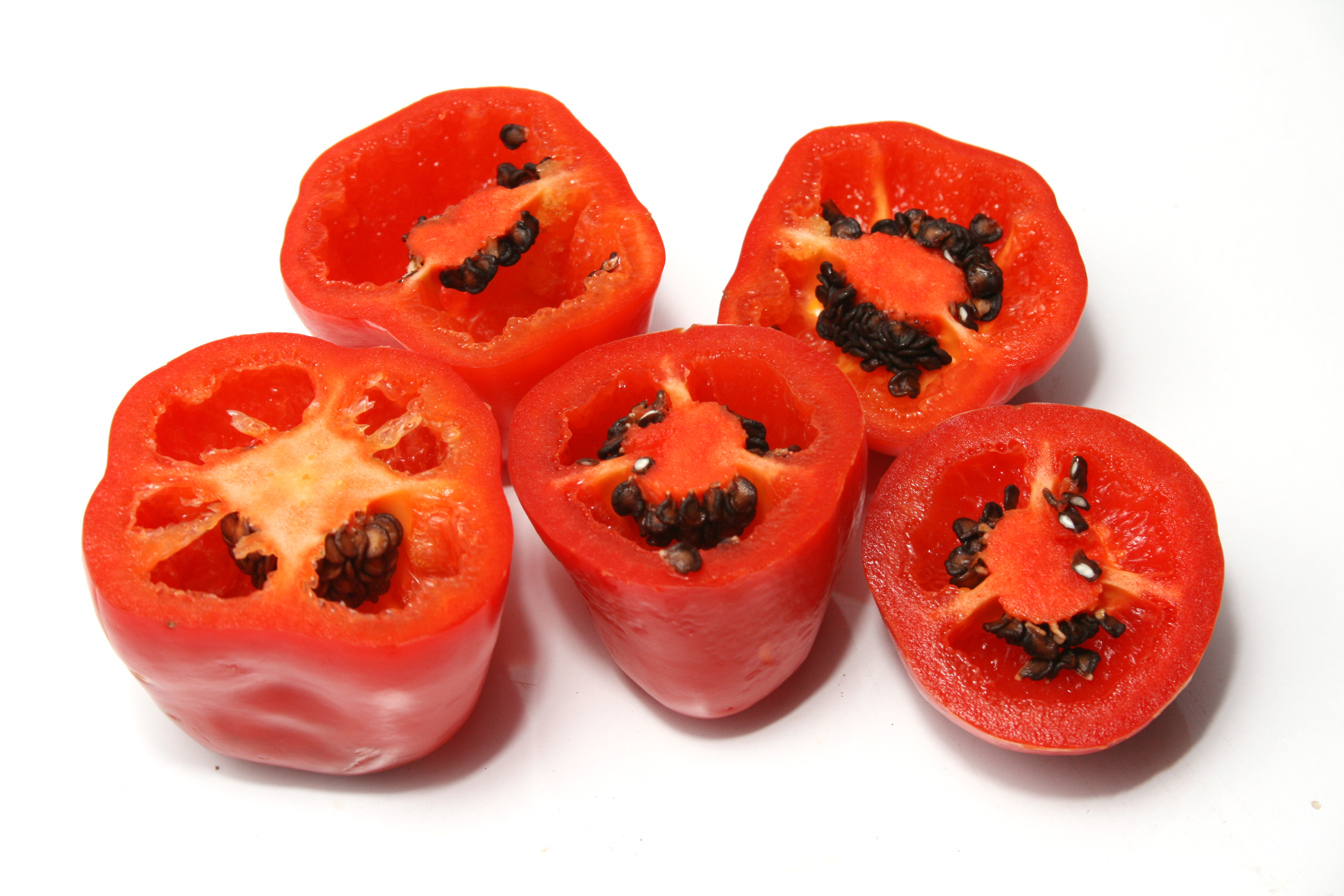
Fruits de piment rocoto coupés, montrant leurs graines noires

Cette espèce de piment se distingue par son feuillage velu, ses fleurs mauves et ses fruits à graines noires. De plus, le rocoto est une plante vivace qui peut tolérer le gel jusqu'à -5 C et peut vivre jusqu'à 15 ans. Ses fruits sont jaune orangé ou rouges, mesurent de 6-7 cm de longueur, ont la peau lisse et luisante et ont une chair épaisse et juteuse qui dégage une saveur très forte.

## Le piment rocoto et l'homme
Il est souvent utilisé frais dans la préparation de sauces. On le cultive à plus de 1 600 m d'altitude dans les Andes, en Amérique du Sud au Pérou et en Bolivie. Appelé souvent locoto, manzano (piment-pomme), peròn (piment-poire) ou pepper Tree.